# Pulicaria
Pulicaria é um género botânico pertencente à família Asteraceae.